# Штаде
Штаде (нім. Hansestadt Stade) — ганзейське місто у Німеччині, центр однойменного району, розташоване в землі Нижня Саксонія, між Гамбургом і Куксгафеном.

## Короткий опис
Перші жителі з'явились у місцевості, де нині розташовано місто, за тисячу років до Різдва Христового. У IX столітті там уже було селище із гаванню.
Площа — 110,03 км2. Населення становить 47 579 ос. (станом на 31 грудня 2021).
У місті розташовано близько трьох з половиною тисяч підприємств, які надають робочі місця 23 тисячам осіб. Це й такі великі підприємства як хімічний завод DOW Deutschland, алюмінієвий завод Aluminium Oxid Stade, цехи заводів Аеробус-Верк Штаде.

## Відомі уродженці
- Пауль-Герман Вернер (1893—1940) — німецький офіцер, оберст вермахту.
- Густав Вінекен (1875—1964) — німецький педагог, прихильник «нового виховання».

## Галерея

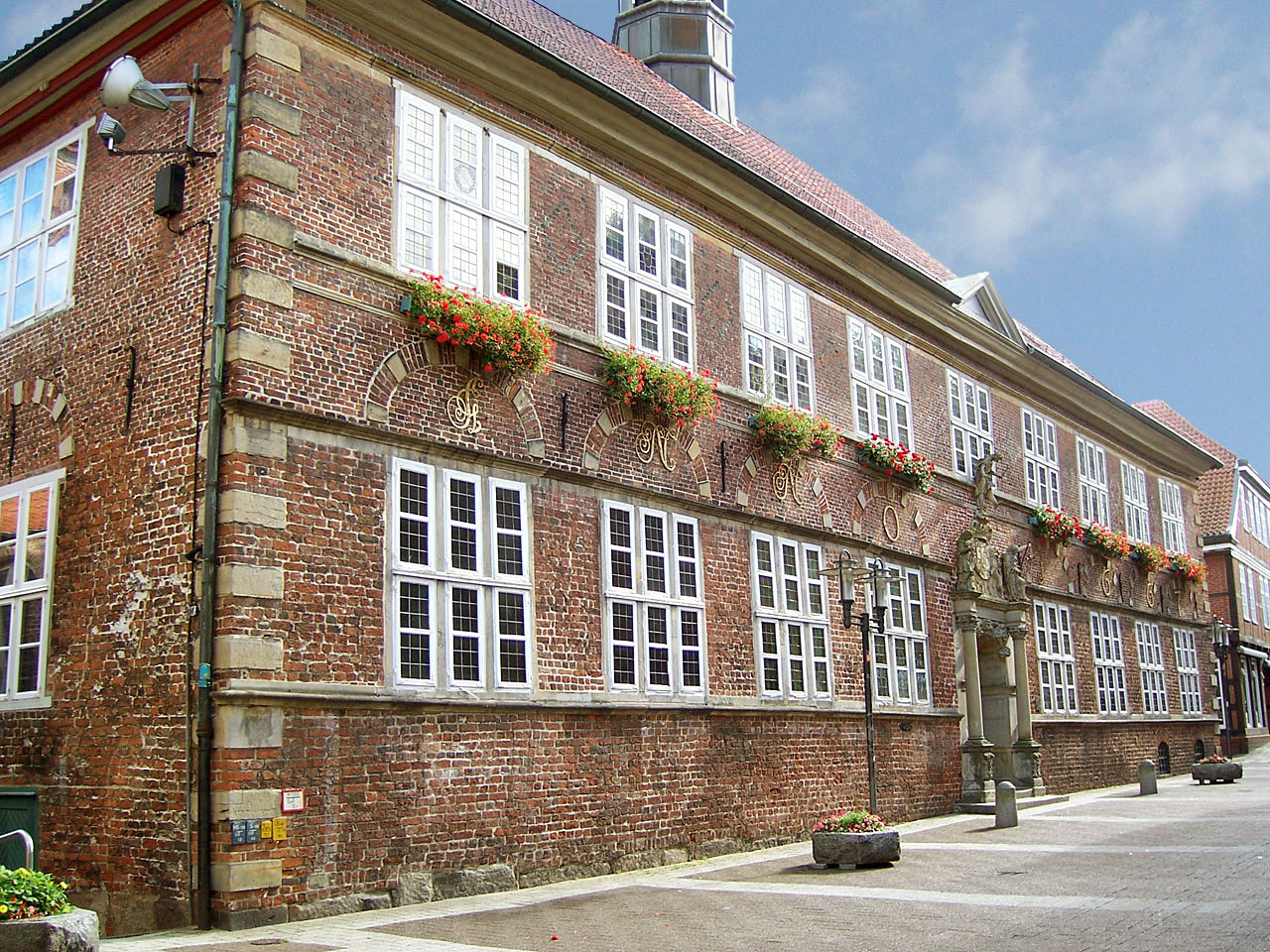
Ратуша
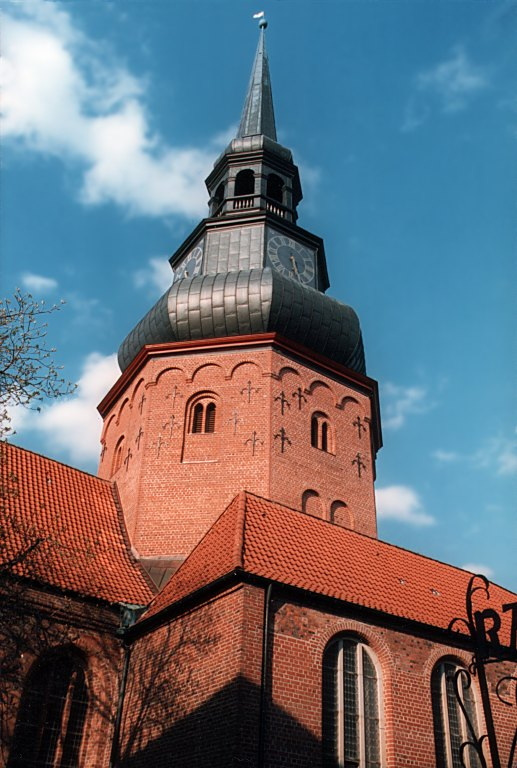
Церква
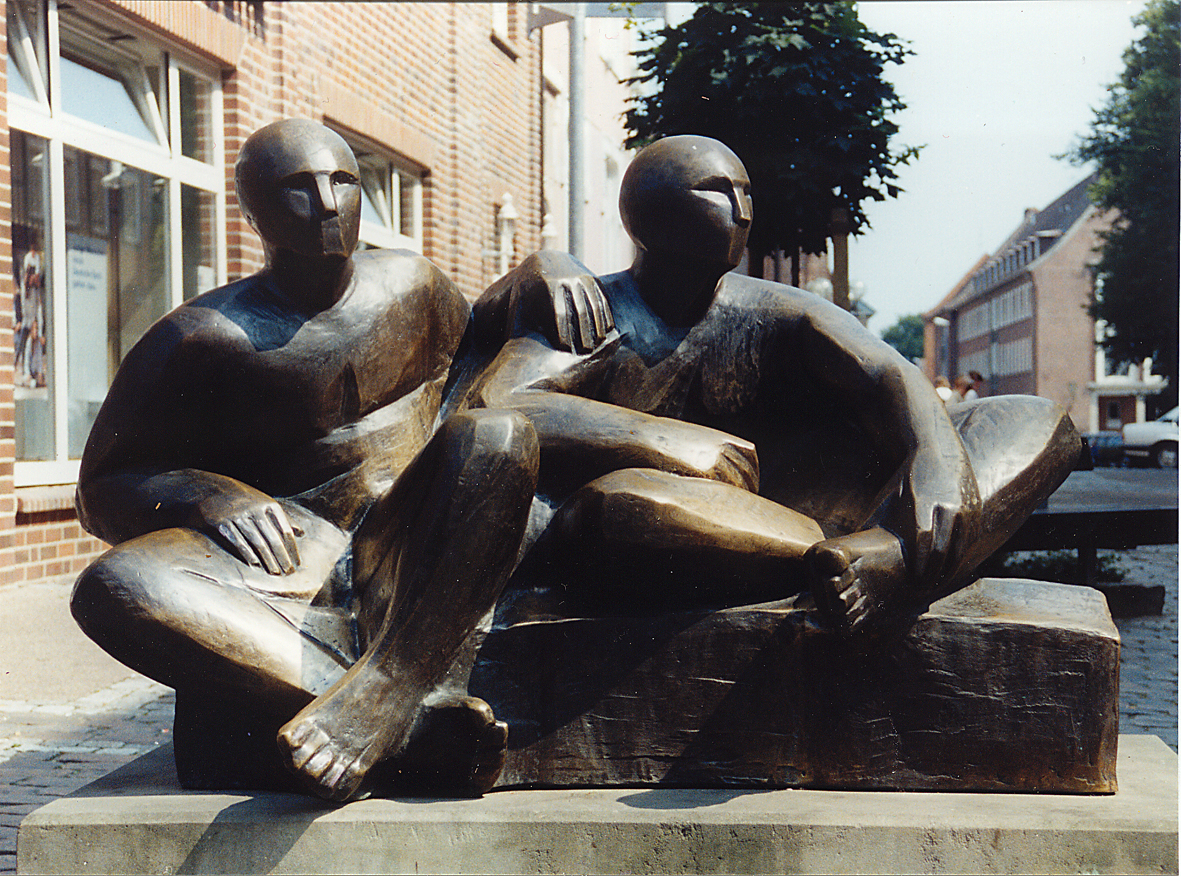
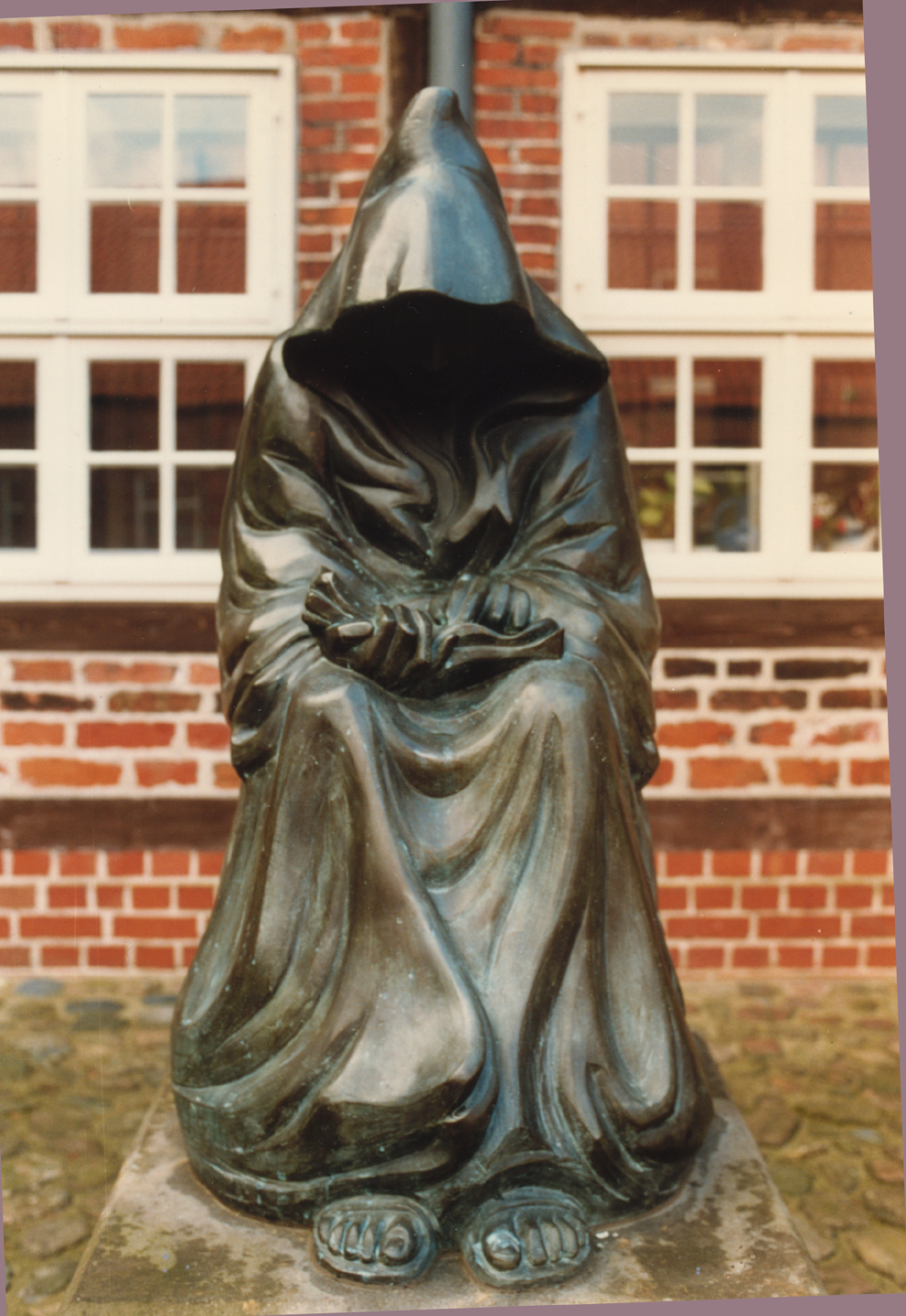